# مطار عصب الدولي
مطار عصب الدولي (إياتا: HHSB، إيكاو: ASA) هو مطار دولي يقع في عصب (مدينة) شرق دولة إريتريا ويطل على البحر الاحمر في الجهة المقابلة لباب المندب اليمني تم تشييده سنة 1997 بعد الاستقلال عن اثيوبيا.

## شركات الطيران والوجهات
| شركـات طيـران           | الوجهات                                        |
| ----------------------- | ---------------------------------------------- |
| الخطوط الجوية الإريترية | مطار أديس أبابا بولي الدولي، مطار أسمرة الدولي |

## حرب اليمن
أوردت بعض التقارير أن دولة الإمارات والسعودية استعملت مطار عصب لاقلاع وهبوط بعض الطائرات المشاركة في التحالف ضد الحوثيين.